# 長孫晟

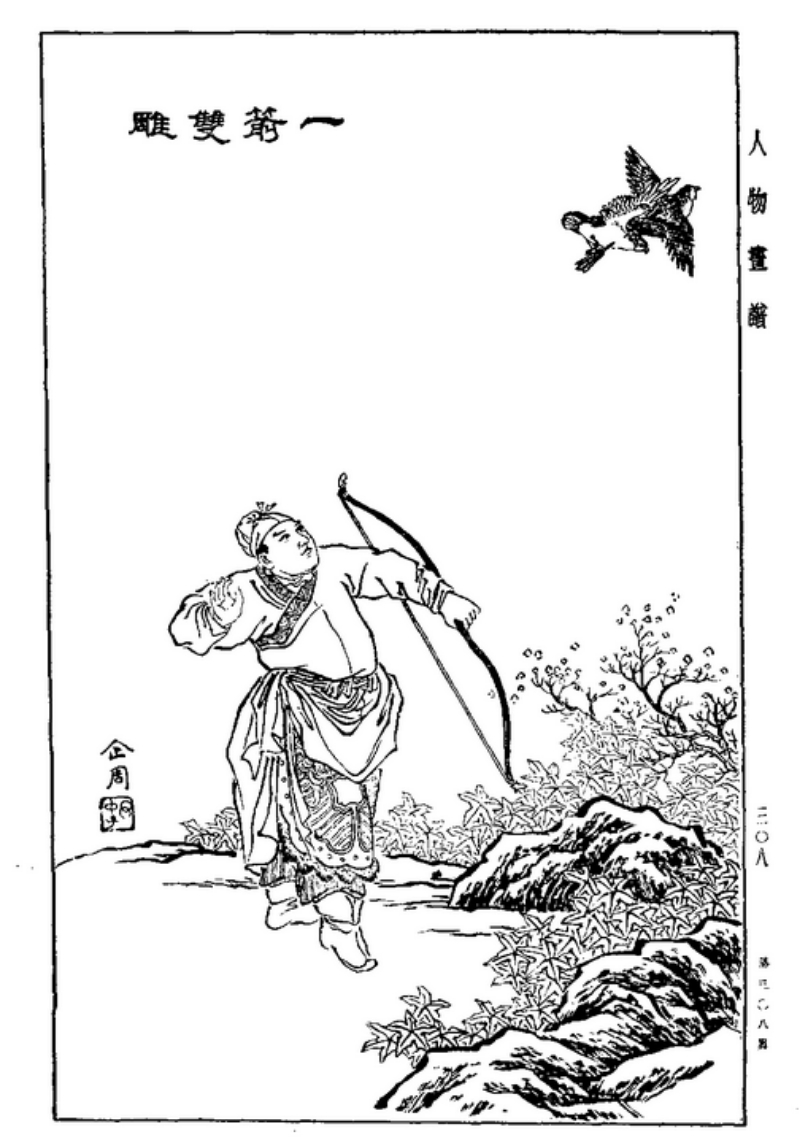
長孫晟

長孫 晟（ちょうそん せい、552年 - 609年）は、北周から隋にかけての武将。字は季晟。長孫兕の子で長孫熾の弟。子に長孫行布・長孫恒安・長孫安業・長孫無忌・文徳皇后（唐の太宗の皇后）がいる。

## 経歴
北周の宣帝のときに宣帝の従妹である千金公主を突厥の佗鉢可汗に降嫁させる際に宇文神慶の副として護送の任にあたり、突厥の状況を調査して帰国。以降、対突厥政策に深く関わることになる。
北周の滅亡後は隋に仕えるが、その間に千金公主（佗鉢可汗の没後、兄である沙鉢略可汗に嫁いでいた）は隋から「大義公主」の称号を与えられていたが、一族が滅ぼされたことを秘かに恨んで突厥を動かして隋を滅ぼそうとした。それを知った長孫晟は沙鉢略可汗の後を継いだ都藍可汗に働きかけるなどの工作を行って公主を滅ぼした。
こうした功績で漁陽郡太守に任ぜられ、続いて右驍衛大将軍に任ぜられ、没後には「献」の諡号を贈られた。